# Kissing to Be Clever
Kissing to Be Clever – album zespołu Culture Club wydany w 1982 roku.

## Lista utworów
1. "White Boy" (Dance Mix) – 4:41
2. "You Know I'm Not Crazy" – 3:36
3. "I'll Tumble 4 Ya" – 2:35
4. "Take Control" – 3:10
5. "Love Twist" – 4:21
6. "Boy Boy (I'm the Boy)" – 3:50
7. "I'm Afraid of Me" (Remix) – 3:16
8. "White Boys Can't Control It" – 3:43
9. "Do You Really Want to Hurt Me" – 4:23
10. "Love Is Cold (You Were Never No Good)" - 4:23
11. "Murder Rap Trap" - 4:23
12. "Time (Clock of the Heart)" - 3:44
13. "Romance Beyond the Alphabet" - 3:49

Cztery ostatnie utwory dostępne są tylko na zremasterowanej edycji albumu z 2003 roku.

## Single
- 1982: "White Boy"
- 1982: "I'm Afraid of Me"
- 1982: "Do You Really Want to Hurt Me"
- 1982: "Time (Clock of the Heart)"
- 1983: "I'll Tumble 4 Ya"